# Génie biomédical
Ne doit pas être confondu avec Génie biologique.
Pour les articles homonymes, voir GBM.

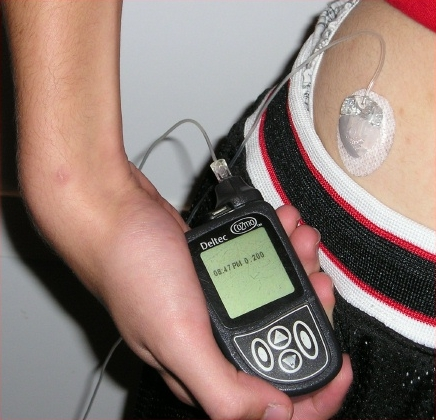
Exemple d'application du génie biomédical : la pompe à insuline.

Le génie biomédical (GBM) est une application des principes et des techniques de l'ingénierie dans le domaine médical visant au contrôle des systèmes biologiques ou au développement d’appareils servant au diagnostic et au traitement des patients. Ce domaine est un mélange de médecine, de biologie, d'ingénierie et de physique.
Cette discipline relativement récente nécessite de nombreux travaux de recherche et développement couvrant de vastes domaines d'activité, comme :
- les biosignaux ;
- le bioélectromagnétisme ;
- la bioinformatique ;
- la biomécanique ;
- l'étude des biomatériaux ;
- l'électrophysiologie ;
- l'évaluation des technologies médicales ;
- la régulation physiologique ;
- l’instrumentation biomédicale (dont l’imagerie médicale) ;
- la modélisation biomédicale ;
- le traitement d'images et de signaux biomédicaux ;
- la radiothérapie.

Les exemples d'application sont le développement et la fabrication de prothèses biocompatibles, les dispositifs médicaux ainsi que les équipements d'imagerie et de diagnostic comme l'électroencéphalographe (EEG) et l'imagerie par résonance magnétique (IRM).

## Disciplines
Le génie biomédical est considéré comme un domaine interdisciplinaire, résultant d'un large éventail de disciplines. En raison de sa grande diversité, il n'est pas rare pour un ingénieur biomédical de choisir un domaine particulier. Les principaux domaines sont les suivants :
- la bioélectricité ;
- l'imagerie médicale et l'optique médicale ;
- les biomatériaux ;
- la biomécanique ;
- l'instrumentation médicale et les dispositifs médicaux ;
- le génie tissulaire, moléculaire et cellulaire.

Dans d'autres cas, il peut y avoir un regroupement des domaines ci-dessus pour en former d'autres. Il s'agit généralement :
- du génie chimique – associé à la biochimie, au génie tissulaire, moléculaire et cellulaire, aussi qu'aux biomatériaux ;
- du génie électrique – associé à la bioélectricité, à la bioinstrumentation, à l'imagerie médicale et aux appareils électroniques médicaux ;
- du génie mécanique – associé à la biomécanique, aux dispositifs médicaux et à la modélisation des systèmes médicaux.

### Génie clinique
Le génie clinique est une branche du génie biomédical pour les professionnels responsables de la gestion du matériel dans les hôpitaux. Les tâches d'un ingénieur clinique sont l'acquisition et la gestion de l'inventaire des dispositifs médicaux, l'encadrement des techniciens en génie biomédical (en veillant à la sécurité et au respect de la réglementation), et le conseil technique à l'usage des dispositifs médicaux dans les hôpitaux.

### Dispositifs médicaux
Les dispositifs médicaux sont des produits de santé qui sont définis dans le Code de
la Santé publique à l’article L. 5211-1, Cinquième partie, Livre II, Titre I,
Chapitre I. "On entend par Dispositif Médical tout instrument, appareil, équipement, matière,
produit (à l'exception des produits d'origine humaine, ou autre article utilisé seul ou en
association), y compris les accessoires et logiciels intervenant dans son fonctionnement,
destiné par le fabricant à être utilisé chez l'homme à des fins médicales et dont l'action
principale voulue n'est pas obtenue par des moyens pharmacologiques ou immunologiques
ni par métabolisme, mais dont la fonction peut être assistée par de tels moyens."
Voici quelques exemples :
- les stimulateurs cardiaques ;
- les pompes à perfusion ;
- les générateurs de dialyse ;
- Les organes artificiels ;
- Les implants dentaires ;
- Les verres correcteurs ;
- Les prothèses oculaires et faciales.

### Imagerie médicale
Les techniques d'imagerie sont souvent utiles au diagnostic médical et mettent en œuvre des technologies complexes comme :
- la radiologie conventionnelle ou numérisée ;
- la mammographie ;
- l'ostéodensitométrie ;
- la tomodensitométrie (scanner) ;
- l'échographie ;
- l'imagerie par résonance magnétique (IRM) ;
- la tomographie par émission de positons (TEP).

Les quatre premières techniques utilisent des rayons X. L'échographie utilise des ultrasons et l'IRM le phénomène de résonance magnétique nucléaire.

### Génie tissulaire
Un des buts du génie tissulaire est de créer des organes artificiels pour les patients ayant besoin de greffes d'organes. Des ingénieurs font actuellement des recherches sur les méthodes de création d'organes. Une méthode très prometteuse est celle de l'impression 3D d'organes 

## Ingénieur biomédical en établissement de santé
Le principal débouché professionnel des ingénieurs biomédicaux reste les établissements de santé publics ou privés.
Ils y exercent une fonction de cadre technique, généralement sous l'autorité de la direction des services techniques ou la direction des services économiques. Leurs quatre principales fonctions sont :
- L'élaboration du plan d'équipement et le conseil à l'achat des équipements ;
- L'élaboration et la mise en œuvre d'une politique de maintenance moyennant l'encadrement d'une équipe de techniciens ;
- La formation des utilisateurs ;
- Dans une moindre mesure, la recherche.

Ils exercent aussi des fonctions transversales telles que le suivi budgétaire, l'analyse des recettes et des dépenses, la veille technologique et réglementaire, la participation à la démarche qualité de l'établissement. Par ailleurs, ils exercent souvent un rôle de correspondant local de matériovigilance auprès de l’Agence nationale de sécurité du médicament et des produits de santé (ANSM).
Leur rôle peut être plus ou moins polyvalent selon la taille de la structure au sein de laquelle ils exercent : Dans une petite structure, ils sont généralement seuls et doivent faire preuve de compétences techniques étendues. À l'inverse, dans une structure de taille importante, ils ont généralement un champ d'action plus restreint. Ils deviennent alors des spécialistes. Ils sont par ailleurs amenés à encadrer de plus grosses équipes techniques.
En tout état de cause, ils sont avant tout des gestionnaires de parc d'équipements, confrontés à des impératifs à la fois techniques et financiers. Leur positionnement se situe entre trois univers : l'univers médical/paramédical, l'univers administratif et l'univers industriel.
Généralement rattachés à l'équipe de direction, ils participent plus ou moins directement aux instances de l'établissement.
Dans les établissements publics, ils sont par ailleurs confrontés aux contraintes du Code des Marchés Publics.

## Formations

### Écoles du réseau biomédical proposant une formation d'ingénieur diplômé
- Université de technologie de Compiègne (UTC) (Compiègne): Diplôme d'ingénieur Biomédical, Mastère Spécialisé Équipements Biomédicaux, Master TTS Technologies et Territoires de Santé, Doctorat
- Institut supérieur des Technologies Médicales de Tunis (Tunisie) ISTMT, www.istmt.rnu.tn
- École supérieure d'électronique de l'Ouest (ESEO) (Angers)
- Université de Nice Sophia Antipolis - Master(2) professionnel Génie Biomédical
- Université François Rabelais de Tours - Master Imagerie et Physique Médicales et Master R Imagerie du vivant et Radiopharmaceutiques
- Université catholique de Louvain (UCLouvain), École polytechnique de Louvain
- Université de Liège (ULiège), faculté des sciences appliquées
- Université Pierre-et-Marie-Curie (Paris 6)
- Université René Descartes (Paris 5) - Physique Médicale et du Vivant
- Université de Lorraine (Nancy) (ex UHP)
- École polytechnique universitaire de Marseille (Polytech Marseille) - Diplôme d'ingénieur Biomédical
- École polytechnique de l'université Lyon-I (Polytech Lyon) - Diplôme d'ingénieur Biomédical
- École polytechnique de l'université de Grenoble (Grenoble INP - Polytech Grenoble). - Diplôme d'ingénieur en Technologies de l'Information pour la Santé
- École Supérieure d'Ingénieurs de l'Université de Rennes 1 (ESIR)
- Institut Supérieur des Biosciences - ISBS
- Institut supérieur d'ingénieurs de Franche-Comté (ISIFC), Besançon
- École supérieure d'ingénieurs en génie électrique (ESIGELEC) (Rouen)
- Université Toulouse III Paul Sabatier -Master en Radiophysique Médicale et Génie BioMédical de Toulouse
- Université libre de Bruxelles (ULB) Faculté des sciences appliquées
- École nationale supérieure des mines de Saint-Étienne (EMSE)
- Département de Génie Biomédical, Faculté de Technologie, Université de Tlemcen, Algérie
- École supérieure des techniques électroniques audio-visuelles et informatiques (ESTEAI) en Côte d'Ivoire
- Institut supérieur de biotechnologie de Sfax (Tunisie)
- École polytechnique de Montréal (QC, Canada)
- École d'ingénieur PHELMA (PHysique, ÉLectronique, MAtériaux) de Grenoble-INP, filière Formation Biomedical Engineering, 2 spécialités possibles : matériaux implantables ou imagerie médicale.
- Télécom Physique Strasbourg
- Université Hassan 1er, Faculté des Sciences et Techniques de Settat (FSTS) - Ingénierie biomédicale : Instrumentation et Maintenance (Maroc)
- École Supérieure de Génie Biomédical (ESGB) de l'Université Mohamed VI des Sciences de la Santé - École de formation des ingénieurs d'état dans le domaine du Génie Biomédical.
- École Nationale Supérieure des arts et Métiers de Rabat (ENSAM Rabat) - Diplôme d'ingénieur d'état en Génie Biomédical (Maroc)
- Institut supérieur de l'électronique et du numérique (ISEN)(Brest)

### Écoles du réseau biomédical proposant une formation de Technicien Supérieur diplômé d'une licence professionnelle biomédicale (BAC +3)
Plusieurs formations de type Licence (L) ou Licence professionnelle (LP) préparent aux métiers du Biomédical. Elles ont cependant des Dénominations nationales et des Spécialisations différentes, Santé, Maintenance des systèmes pluritechniques, Électricité et électronique.
- Université Paul Cézanne Aix-Marseille III et IUT de Marseille — LP de Spécialisation
- Université Paris Descartes (Paris V) et lycée Joseph-Marie-Jacquard de Paris  - LP de Spécialisation :
- IUT de Cachan (Université de Paris Saclay) - LP ELIB
- Université Droit et santé (Lille II) et lycée Jean-Baptiste Colbert de Tourcoing - L3 d'Option :
- Université de Savoie et IUT d'Annecy - LP de Spécialisation
- Université Toulouse III Paul Sabatier et lycée Gaston-Monnerville de Cahors - LP de Spécialisation
- Université de Bretagne Sud et IUT de Lorient - LP de Spécialisation
- Université Claude Bernard Lyon 1 et IUT de Lyon I - LP de Spécialisation
- Université de Bourgogne et IUT de Dijon - Auxerre - LP de Spécialisation
- Haute Ecole Lucia de Brouckère - Anderlecht (Belgique, Bruxelles) - Bachelor en électronique médicale
- Haute École Condorcet[2] - Charleroi (Belgique) - Bachelor en bioélectronique et instrumentation
- Haute Ecole Condorcet - Charleroi (Belgique) - Bachelor en bioinformatique
- Université de Tunis El Manar, Institut supérieur de technologie médical[3].
- Université Hassan 1er, institut supérieur des sciences de la santé Settat- LP technologue en instrumentation et maintenance biomédicale

## Associations biomédicales
- Association Tunisienne de Génie Biomédicale (ATGBM) Association des agents de maintenance biomédicale (AAMB), association des techniciens biomédicaux, accessible aux personnes tant du secteur public que du secteur privé œuvrant pour l’exploitation des dispositifs médicaux (DM). Essentiellement tournés vers la maintenance, c’est en effectuant des opérations correctives, préventives et de contrôle qualité que les métiers de cette filière ont pris leur dimension actuelle. Fort de ses trente années d’existence, les adhérents de l’AAMB font la promotion et la défense du  secteur biomédical par diverses et multiples actions. En participant, en relation avec l’Agence nationale de sécurité du médicament et des produits de santé (AFSSAPS), le  Syndicat national de l’industrie des technologies médicales (SNITEM) et l’Association française des ingénieurs biomédicaux (AFIB), à la conception et au développement des fiches de contrôle devenues réglementaires ainsi qu'à l’étude et à la conception de certaines normes avec l’AFNOR (maintenance et installation des dispositifs médicaux au domicile des patients). Par de nombreuses actions de formations dispensées dans les instituts biomédicaux (IUT de Lorient, Tourcoing, licence biomédicale de Cahors, Technicien supérieur en ingénierie biomédicale hospitalière (TSIBH) et validation des acquis de l'expérience (VAE) à l’UT de Compiègne) où les intervenants dispensent les messages liés aux responsabilités du technicien biomédical vis-à-vis du patient, du soignant, du DM, à la matériovigilance, aux obligations de maintenance… Par la publication trimestrielle d’une gazette développant des thèmes techniques et les informations diverses  et variées de notre branche professionnelle. Par la participation à la genèse du Guide des bonnes pratiques biomédicales (GBPB), support essentiel aidant à la formalisation de nos organisations et piloté par l'Université de technologie de Compiègne. Par la participation directe auprès des autorités de tutelle à certains groupes de travail tels que celui concernant le répertoire des métiers, la mission « De Singly », le code CNEH. 
Mais c’est surtout par l’organisation annuelle des Journées Techniques Biomédicales que l'association s’est singularisée. Ce patrimoine riche de près de trois décennies permet la rencontre des industriels et l’enrichissement professionnel par des cours thématiques.
L’A.A.M.B. est reconnue organisme de formation agréé
- Association des physiciens et ingénieurs biomédicaux du Québec (APIBQ), regroupement des acteurs œuvrant dans le domaine du génie biomédical au Québec. La mission de l'Association est de promouvoir la production, le développement et la diffusion de connaissances en lien avec la technologie médicale, ainsi que de son utilisation optimale au bénéfice de la population. Elle favorise également la synergie entre ses membres.
- Association des techniciens en génie biomédical (ATGBM), regroupement de technologues en génie biomédical du Québec
- Association française des ingénieurs biomédicaux (AFIB). Cette association a pour but de favoriser, à tous les niveaux, la réflexion, l'action et la formation sur les thèmes de l'ingénierie clinique et biomédicale ; elle est donc un important lieu et relais d’informations au sein du secteur biomédical. Elle compte parmi ses membres beaucoup d'ingénieurs biomédicaux du monde hospitalier